# Automeris watsoni
Automeris watsoni är en fjärilsart som beskrevs av Lemaire 1966. Automeris watsoni ingår i släktet Automeris och familjen påfågelsspinnare. Inga underarter finns listade i Catalogue of Life.